# Mychonia infuscata
Mychonia infuscata är en fjärilsart som beskrevs av Paul Dognin 1900. Mychonia infuscata ingår i släktet Mychonia och familjen mätare. Inga underarter finns listade i Catalogue of Life.